# 17. pehotni polk (Avstro-Ogrska)
17. pehotni polk (nemško Infanterie Regiment Nr. 17) je bil pehotni polk avstro-ogrske skupne vojske, ki so ga sestavljali predvsem slovenski vojaki.

## Zgodovina
17. pehotni polk je bil ustanovljen leta 1674; leta 1817, po prihodu iz Češke pa je postal domači kranjski polk. V 19. stoletju je deloval v vseh vojnah v Italiji, leta 1878 pa se je udeležil okupacije Bosne in Hercegovine. Svoje naborno območje je imel na Gorenjskem, Dolenjskem, Notranjskem in v Beli krajini. Med prvo svetovno vojno je deloval na ruskem bojišču, decembra 1914 blizu Gorlic (Lužna Pustki). 
Dne 18. junija 1915 je ob Dnestru v vzhodni Galiciji padlo na tisoče slovenskih vojakov. Vojska ruskega imperija, ki se je po bitki pri Gorlicah umikala, se je ustavila ob Dnestru, severno od kraja Olesza, kjer dela Dnester proti severu več velikih vijug. Na vzhodni strani teh vijug so v vasi Kozmierzyn utrdili položaje na višjih predelih. Proti njim je prodiral avstro-ogrski pešpolk št. 66, a ni uspel napredovati. Avstrijsko poveljstvo je v napad poslalo slovenski polk št. 17. Ta je Kozmierzyn sicer zavzel, a z velikimi žrtvami. V artilerijskem obstreljevanju je padla večina polka. Od 2500 vojakov v polku, jih je ostalo samo še 303.
Oktobra 1915 pa je bil prestavljen na italijansko fronto, kjer je maja 1916 je sodeloval v veliki ofenzivi na Tirolskem. Tam je ostal do konca vojne. Po porazu Avstro-Ogrske v vojni in propadu te državne tvorbe pa so Italijani vojake tega polka odpeljali v vojaško taborišče, kjer so ostali vse do leta 1919. Polk je uradno prenehal obstajati po koncu prve svetovne vojne, leta 1918.

## Seznam častnih polkovnikov
- grof Heinrich Reuß-Plauen (1674–1675)
- baron Ferdinand von Stadl (1675–1694)
- grof Karl Egon zu Fürstenberg (1694–1702)
- knez Philipp Longueval (1703)
- vojvoda Karl Alexander Württemberški (1703–1737)
- grof Kajetan Kolowrat (1737–1769)

V letih 1769–1773 je bil polk brez častnega polkovnika.
- baron Johann von Koch (1773–1780)
- knez Friedrich von Hohenlohe-Kirchberg (1780–1796)

V letih 1796–1801 je bil polk brez častnega polkovnika.
- knez Heinrich XV. Reuß-Plauen (1801–1825)

V letih 1825–1826 je bil polk brez častnega polkovnika.
- princ Gustav zu Hohenlohe-Langenburg (1826–1866)
- baron Franz von Kuhn (1866–1896)
- Hugo Milde von Helfenstein (1897–1916)
- kronski princ Otto von Habsburg (1916–1918)